# Carménère

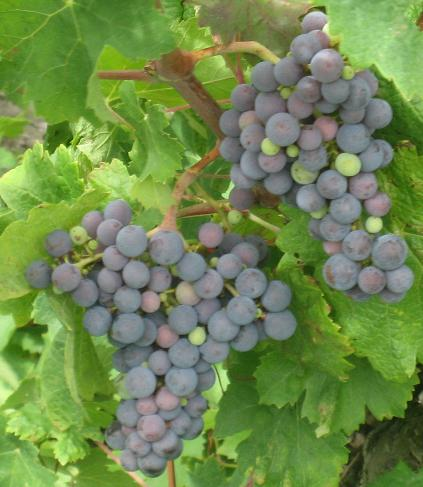
Carménère Trauben zu Beginn der Reifephase.

Carménère, manchmal auch Grande Vidure genannt, ist eine Rotweinsorte. Sie stammt ursprünglich aus Frankreich (Bordeaux), wo sie bis zur Reblauskatastrophe Mitte des 19. Jahrhunderts sehr häufig angebaut wurde. Bis heute ist sie eine der sechs Rebsorten, die für Rotweine im Bordeaux verwendet werden dürfen (die anderen Sorten sind Cabernet Sauvignon, Cabernet Franc, Merlot, Malbec und Petit Verdot). Vor dem Reblausbefall war Carménère ein sehr häufiger Verschnittpartner in (Bordeaux)-Weinen.
Nach dem Reblausbefall verschwand sie dort jedoch fast vollständig, weil die französischen Winzer bei der Neuanlage ihrer Weingärten anderen Sorten den Vorzug gaben. Die Sorte ist bei feuchtkalter Witterung zur Blüte sehr empfindlich und verrieselt gerne. Daher liefert die Sorte in schwierigen Jahrgängen geringe Erträge. Außerdem braucht sie zur Reife etwa drei Wochen länger als beispielsweise Merlot, mit der die Traube häufig verwechselt wird.

## Herkunft
Carménère ist eine natürliche Kreuzung von Gros Cabernet und Cabernet Franc. Andere Quellen nennen auch die Rebsorte Moural als ein Elternteil.

## Ampelografische Sortenmerkmale

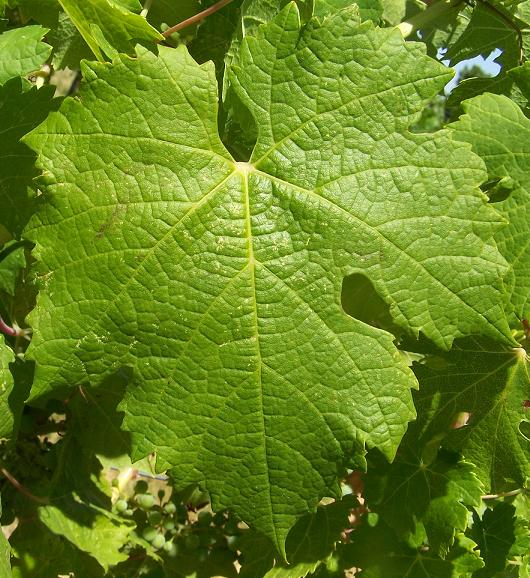
Das Blatt der Rebsorte Carménère

- Die Triebspitze ist offen. Sie ist mittelstark wollig behaart, von weißer Farbe jedoch mit roséfarbenen Punkten versehen. Die grünlichen Jungblätter sind spinnwebig behaart mit leicht bronzefarbenem Anflug.
- Die großen Blätter sind fünflappig und stark gebuchtet (siehe auch den Artikel Blattform). Die Stielbucht ist lyren-förmig, mehr oder weniger geschlossen. Das Blatt ist gezähnt. Die Zähne sind im Vergleich der Rebsorten mittelgroß. Die Blattoberfläche ist kaum blasig, und glänzend. Im Herbst verfärbt sich das Laub leicht rötlich.
- Die meist konus- bis walzenförmige Traube ist klein und lockerbeerig. Die rundlichen Beeren sind mittelgroß und von blauschwarzer Farbe.
- Das Wachstum ist kräftig.

Reife: Die Trauben reifen physiologisch ca. zwei Wochen später als die der Gutedel.

## Ertrag
Liefert durch die Verrieselung der Blüte meist geringe Erträge.

## Wein
Aus der Carménère-Traube wird ein tanninarmer, dunkler, süffiger, nach Schokolade-, Tabak- und Lederaromen schmeckender Rotwein mit einem angenehmen Beerenaroma gekeltert. Der Ausbau von Carménère erfolgt hauptsächlich reinsortig. Durch Lagerung in französischen und auch amerikanischen Eichenholzfässern lassen sich interessante und komplexe Weine erzielen. Es war lange Zeit umstritten, ob die Carménèrerebe eher mit Merlot oder mit Cabernet Sauvignon verwandt ist. Vom Merlot unterscheidet sich die Sorte durch einen späteren Reifezeitpunkt und ihre rötlich gefärbten Blätter. Ihr Geschmack ist gehaltvoller als der des Merlot. Carménère gilt nach Cabernet Sauvignon und Cabernet Franc als die dritt-„schwerste“ der bekannten und populären französischen Rotweinsorten. Ihr folgen abgestuft die roten Rebsorten Malbec, Syrah, Merlot und Pinot Noir.

## Verbreitung

### Chile
- Siehe auch: Weinbau in Chile

Carménère wird seit 1850 in Chile angebaut. In dem Andenstaat spielt die Empfindlichkeit der Rebe gegen die kühle europäische Witterung keine Rolle. Das Thermometer fällt in Sommernächten nur selten unter die 10 °C-Marke. Da Carménère- und Merlotrebstöcke sich äußerlich stark ähneln, wurden aus Frankreich importierte Reben in Chile meist in „Mischbeständen“ gepflanzt. Weil die Rebsorte in Frankreich durch die Reblausplage nahezu vollständig verschwand, geriet der Name Carménère Anfang des 20. Jahrhunderts in Vergessenheit. Man hielt die chilenischen Reben fortan wegen ihrer Ähnlichkeit für eine Variante des Merlot. Niemand konnte jedoch den deutlichen Geschmacksunterschied zwischen Merlotweinen aus Chile und denen anderer Länder erklären.
Diesen Irrtum konnte der französische Ampelograph (Rebenkundler) Jean-Michel Boursiquot 1994 durch DNA-Analyse endgültig beseitigen. Den ersten reinen Carménèrewein produzierte das chilenische Weingut „Carmen“ erst im Jahre 1996.
Die chilenischen Winzer erkannten die Chance, eine Rebsorte praktisch exklusiv anbieten zu können, und vergrößerten die Anbaufläche der Carménère. Im unteren Preissegment finden sich viele Mischweine, in der die Carménèrerebe gemeinsam mit Merlot, Cabernet Sauvignon oder Cabernet Franc abgestimmt wird. Allein die chilenische Großkellerei Concha y Toro besitzt mittlerweile einen Carménère-Bestand von über 100 Hektar. Die reinsortig ausgebauten Weine reifen dabei drei bis vier Jahre in Barriques aus französischer und amerikanischer Eiche.
Da Chile aufgrund seiner geographischen Bedingungen von der Reblausplage verschont blieb, wandelte sich das Weinland zum Exporteur der alten Bordeaux-Rebsorte Carménère. Sie werden heute von vielen weinproduzierenden Ländern, einschließlich Frankreich, reimportiert. Mit Carménère sind heute mehr als 7.180 ha Rebfläche in Chile bestockt, vorwiegend in den Subregionen Rapel und Maule im Valle Central.

### Italien
- Siehe auch: Weinbau in Italien

Eine ähnliche Situation ergab sich in Italien 1990, als das Weingut Ca’ del Bosco (Erbusco, im Franciacorta-Gebiet) in einer französischen Rebschule Cabernet Franc Stöcke bestellte. Als die Kellermeister die ersten Weine dieser Stöcke ausbauten, ergaben sich in Bezug auf alte Anpflanzungen Unterschiede in Geschmack und Farbe. Eine erste Untersuchung im Weinberg zeigte, dass die neuen Stöcke früher reiften als normalerweise üblich. Da sich auch andere italienische Winzer betroffen fühlten, wurden die betroffenen Pflanzen analysiert und als Carménère identifiziert. Die bisher bekannten Anpflanzungen liegen allesamt im Norden Italiens. Erst vor kurzem wurde die Rebsorte in die italienische Sortenliste aufgenommen. Lange Zeit wurde aber von keiner italienischen Provinz ein Zulassungsverfahren eingeleitet, die den Carménère als Qualitätsrebsorte anerkennen und dem Wein (sortenrein oder im Verschnitt) einen Status als IGT, DOC oder DOCG einbringen würde. Es war somit großen und bekannten Gütern vorbehalten, den Carménère als Tafelwein anzubauen und dennoch zu guten Preisen zu vermarkten.
Seit dem Jahrgang 2009 verfügt die Region Venetien mit dem Piave Carménère über die erste Herkunftsbezeichnung mit dem Status einer DOC, die dem Carménère gewidmet ist.
In den Colli Berici nahe der Stadt Vicenza sowie in den Colli Euganei bei Padua ist die Sorte heute von großer Bedeutung.

### Australien
- Siehe auch: Weinbau in Australien

Der in Australien bekannte Weinbauexperte Richard Smart importiert Ende der 1990er Jahre drei Carménère-Setzlinge aus Chile. Die vorgeschriebene Quarantänezeit von zwei Jahren überlebte jedoch nur ein Setzling. Durch eine in vitro-Vermehrung im Rahmen der Pflanzlichen Gewebekultur konnten in der australischen Rebschule Narromine genug Setzlinge erzeugt werden um erste Versuchsanpflanzungen durchzuführen. Das Weingut Amietta im Moorabool Valley bei Geelong im Bundesstaat Victoria pflanzte als erstes Weingut Australiens den Carménère und setzt den erzeugten Wein im Verschnitt Angels' Share ein.

### Neuseeland
- Siehe auch: Weinbau in Neuseeland

Carménère wird in kleinen Mengen auch in Neuseeland erzeugt. Im Jahr 2006 durchgeführte DNA-Analysen bestätigten, dass in der Region Matakana kleinere Bestände irrtümlich als Cabernet Franc bezeichnet wurden.

### Andere Länder
Kleinste Bestände sind in der Schweiz (Weinbau in der Schweiz) bekannt (0,07 ha, Stand 2009, Quelle: Office fédéral de l'agriculture OFAG.).

## Synonyme
Es sind 34 weitere Namen für die Rebsorte bekannt: Bordo, Bouton Blanc, Caberne Karmener, Cabernella, Cabernelle, Cabernet, Cabernet Carmenere, Cabernet Cosmo, Cabernet Gernicht, Cabernet Gernischet, Cabernet Gernischt, Cabernet Gerniseht, Cabernet Grande, Cabernet Grosso, Cabernet Italico, Cabernet Shelongzhu, Carbonet, Carbouet, Carmenea, Carmenegre, Carmenelle, Carmeneyre, Francesa Nera, Gran Vidyur, Grand Carmenet, Grande Vidure, Grande Vuidure, Grosse Vidure, Kaberne, Kaberne Karmener, Kabernel, Karmene, Karmensel, Uva Francesca.